# حوت سترومر
حوت سترومر (الاسم العلمي: †Stromerius) هو جنس من الثدييات المنقرضة يتبع فصيلة العظاءات الملكية من رتبة مزدوجات الأصابع.